# Chagang
La provincia del Chagang (자강도?, 慈江道?, Chagang-doLR) è una delle suddivisioni amministrative della Corea del Nord, con capoluogo Kanggye.

## Geografia antropica

### Suddivisioni amministrative
Il Chagang è suddiviso in 3 città (si) e 15 contee (gun).

#### Città
- Kanggye-si (강계시; 江界市)
- Hŭich'ŏn-si (희천시; 熙川市)
- Manp'o-si (만포시; 滿浦市)

#### Contee
| - Contea di Changgang (장강군; 長江郡) - Contea di Chasŏng (자성군; 慈城郡) - Contea di Chŏnch'ŏn (전천군; 前川郡) - Contea di Ch'osan (초산군; 楚山郡) - Contea di Chunggang (중강군; 中江郡) - Contea di Hwap'yŏng (화평군; 和坪郡) - Contea di Kop'ung (고풍군; 古豐郡) - Contea di Rangrim (랑림군; 狼林郡) | - Contea di Ryongrim (룡림군; 龍林郡) - Contea di Sijung (시중군; 時中郡) - Contea di Sŏnggan (성간군; 城干郡) - Contea di Songwŏn (송원군; 松原郡) - Contea di Usi (우시군; 雩時郡) - Contea di Wiwŏn (위원군; 渭原郡) - Contea di Tongsin (동신군; 東新郡) |